# Miss Uganda
Miss Uganda ist ein Schönheitswettbewerb (Miss-Wahl) in Uganda. Die Gewinnerin darf bei Miss Africa und Miss World teilnehmen.

## Geschichte
Die Miss-Uganda-Wahl wurde 1967 ins Leben gerufen, wobei die Gewinnerin immer an der Miss-World-Wahl teilnimmt, aber nur eine Miss Uganda seit ihrer Gründung das Finale erreicht hat. Seit 2017 sponsert das Landwirtschaftsministerium die Miss Uganda mit dem erklärten Ziel, das Interesse junger Menschen an der Landwirtschaft zu steigern.

## Teilnehmerinnen

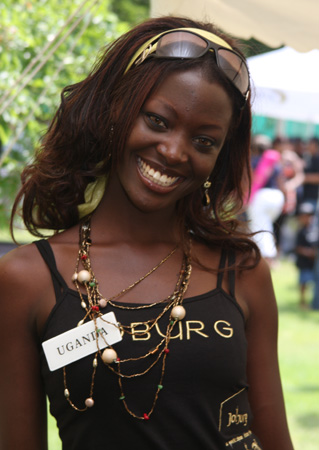
Dora Mwima Miss Uganda 2008

- In den Jahren 1969–1984, 1986–1986, 1990–1991, 1994–1995, 1998–2000, 2006 und 2017 fand kein Wettbewerb statt.

| Jahr | Miss Uganda         |
| ---- | ------------------- |
| 1967 | Rosemary Salmon     |
| 1968 | Joy Lehai           |
| 1985 | Helen Acheng        |
| 1988 | Nazma Jamal Mohamed |
| 1989 | Doreen Lamon-Opira  |
| 1992 | Olga Nampima        |
| 1993 | Linda Bazalaki      |
| 1996 | Sheba Kerere        |
| 1997 | Lillian Acom        |
| 2001 | Victoria Kabuye     |
| 2002 | Rehema Ni Nakuya    |
| 2003 | Aysha Nassanga      |
| 2004 | Barbara Kimbugwe    |
| 2005 | Juliet Ankakwatsa   |
| 2007 | Monica Kasyate      |
| 2008 | Dora Mwima          |
| 2009 | Maria Namiiro       |
| 2010 | Heyzme Nansubuga    |
| 2011 | Sylvia Namutebi     |
| 2012 | Phiona Bizzu        |
| 2013 | Stellah Nantumbwe   |
| 2014 | Leah Kalanguka      |
| 2015 | Zahara Nakiyaga     |
| 2016 | Leah Kagasa         |
| 2018 | Quiin Abenakyo      |
| 2019 | Oliver Nakakande    |